# Callosciurus orestes
Callosciurus orestes е вид бозайник от семейство Катерицови (Sciuridae).

## Разпространение
Видът е разпространен в Индонезия и Малайзия (Сабах и Саравак).